# روجر ألين
روجر ألين هو متزحلق وسياسي كندي، ولد في 5 مايو 1952 في كندا.

## روابط خارجية
- روجر ألين على موقع اللجنة الأولمبية الدولية (الإنجليزية)
- روجر ألين على موقع أوليمبيديا (الإنجليزية)
- روجر ألين على موقع اللجنة الأولمبية الكندية (الإنجليزية)